# Dragsholm gravfund
Dragsholm grav eller gravene ved Dragsholm er to grave fra stenalderen, der blev fundet tæt ved Dragsholm på Vestsjælland i 1973. Den ene indeholdt skeletterne fra to kvinder, og 2 m fra dem lå en mand.
I kvindegraven var der perler af dyretænder og en benkniv med ornamenter. I hovedenden af graven lå en bennål og en pilespids af flint. Kvinderne var 18 og 40-50 år gamle. Kvindegraven er dateret til ertebøllekulturen, dvs. sen jægerstenalder.
I mandsgraven lå en stridsøkse af sten og pile med flintspidser. Der lå desuden en håndledsbeskytter af ben ved hans venstre underarm, der har beskyttet håndleddet mod strengen under bueskydning. Over brystet og ved begge overarme lå der perler af rav, og ved hans hoved stod et tragtbæger i ler. Det har været med til at datere graven til tragtbægerkulturen fra den tidlige bondestenalder. Han er kaldt den ældst kendte landmand i Danmark.